# Râul Moldovița
Râul Moldovița este un curs de apă, afluent al râului Moldova.

## Imagini

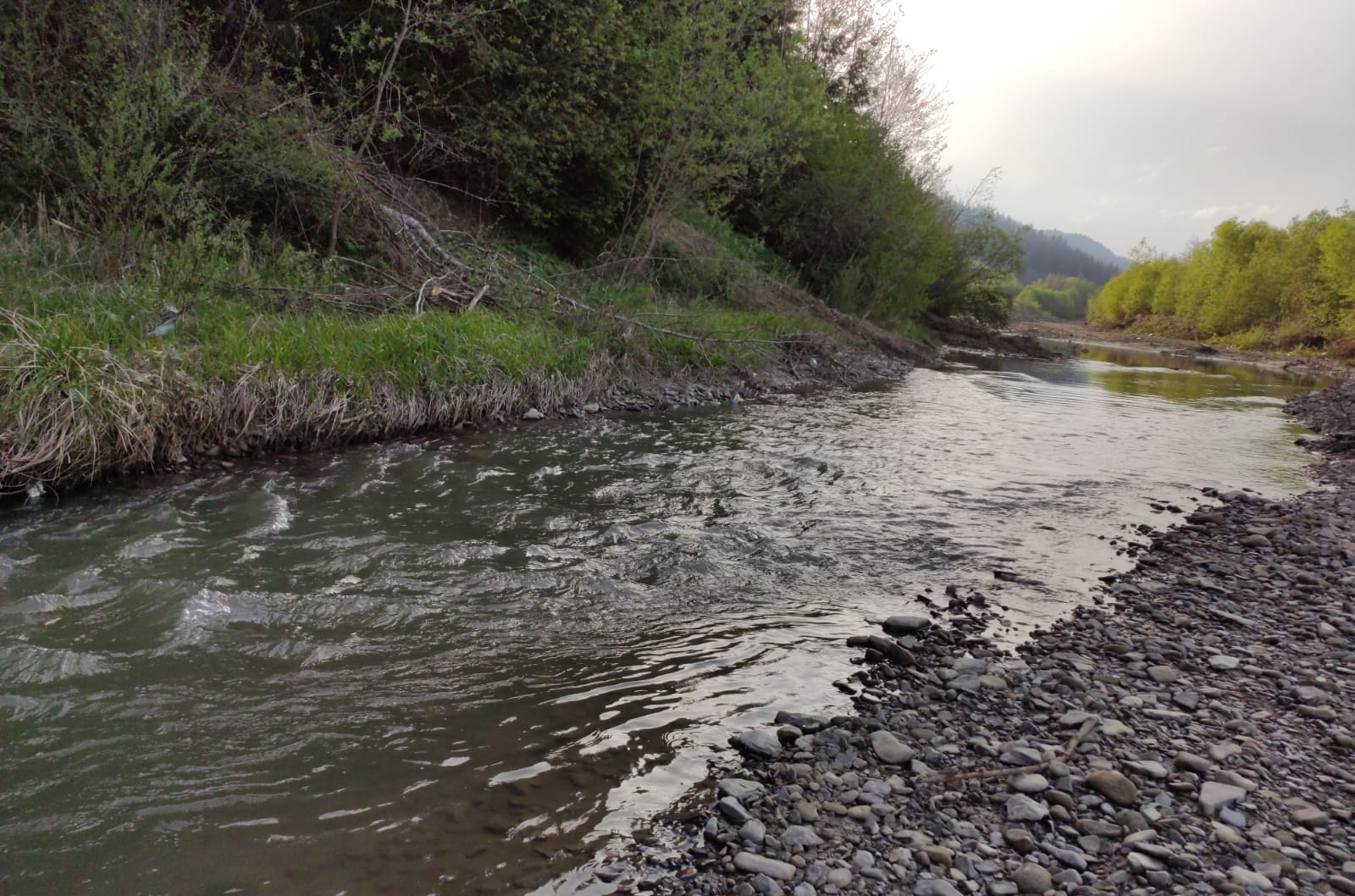
Râul Moldovița curgând prin comuna Vatra Moldoviței
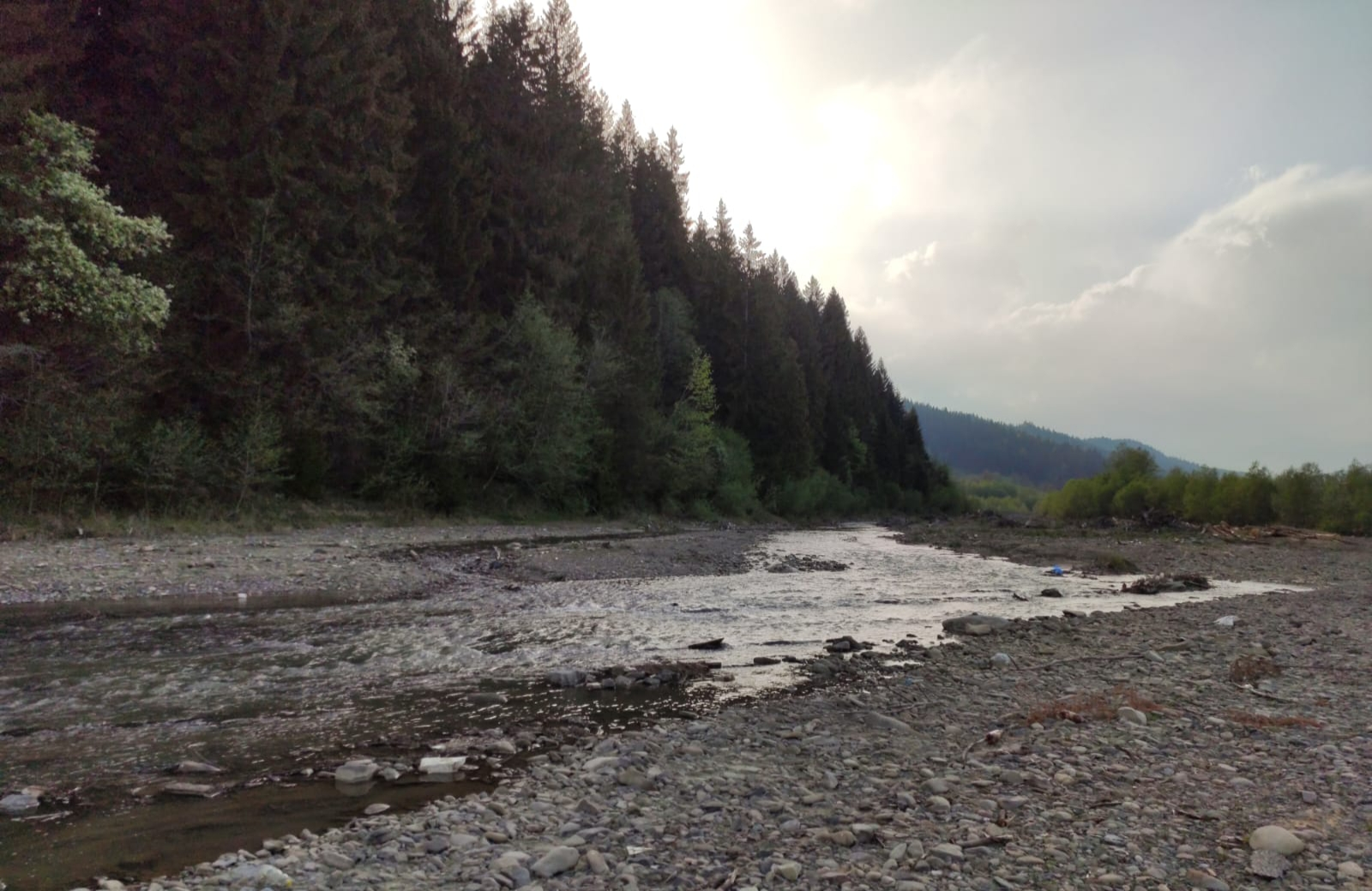
Râul Moldovița curgând prin comuna Vatra Moldoviței
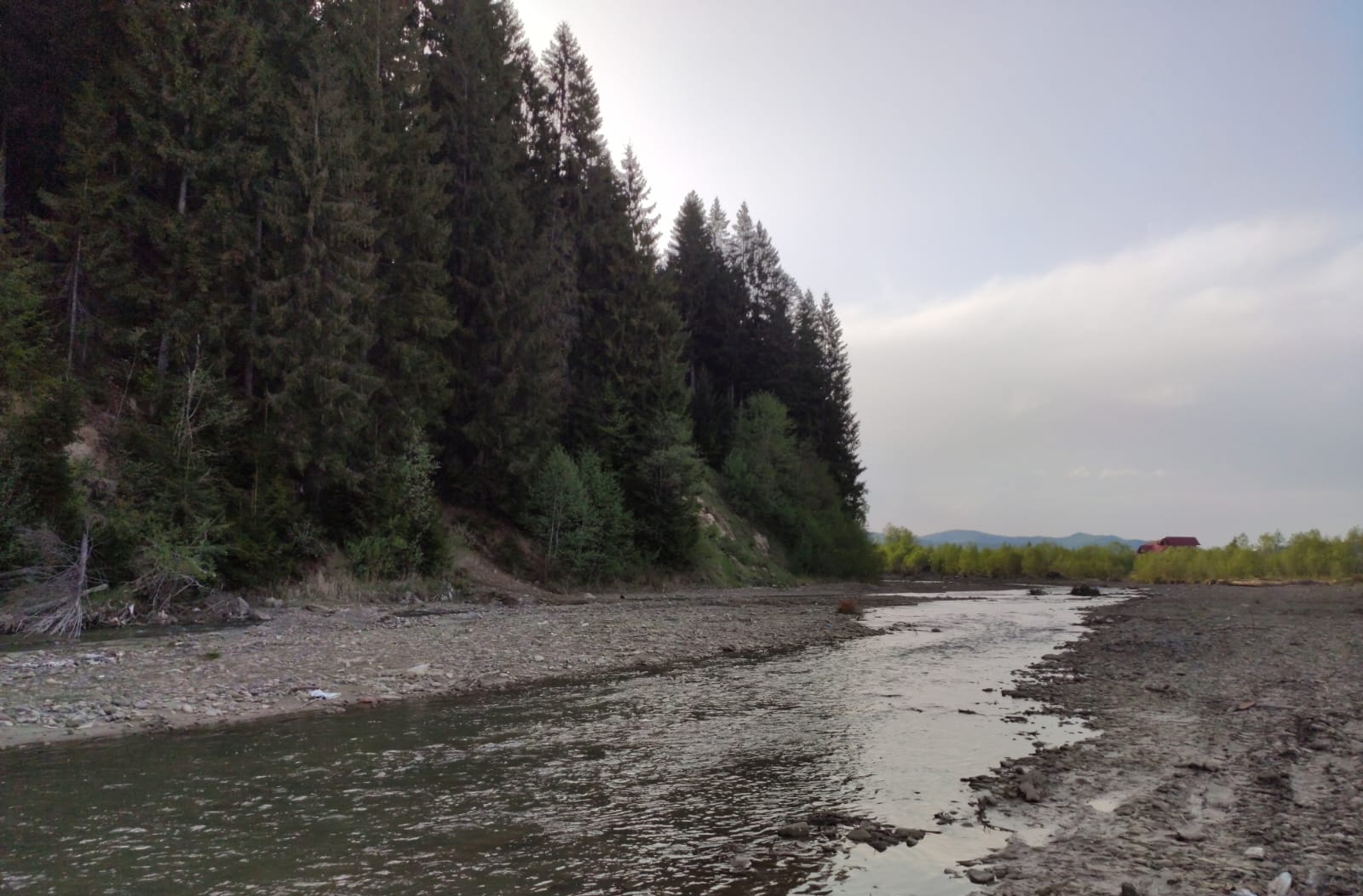
Râul Moldovița curgând prin comuna Vatra Moldoviței
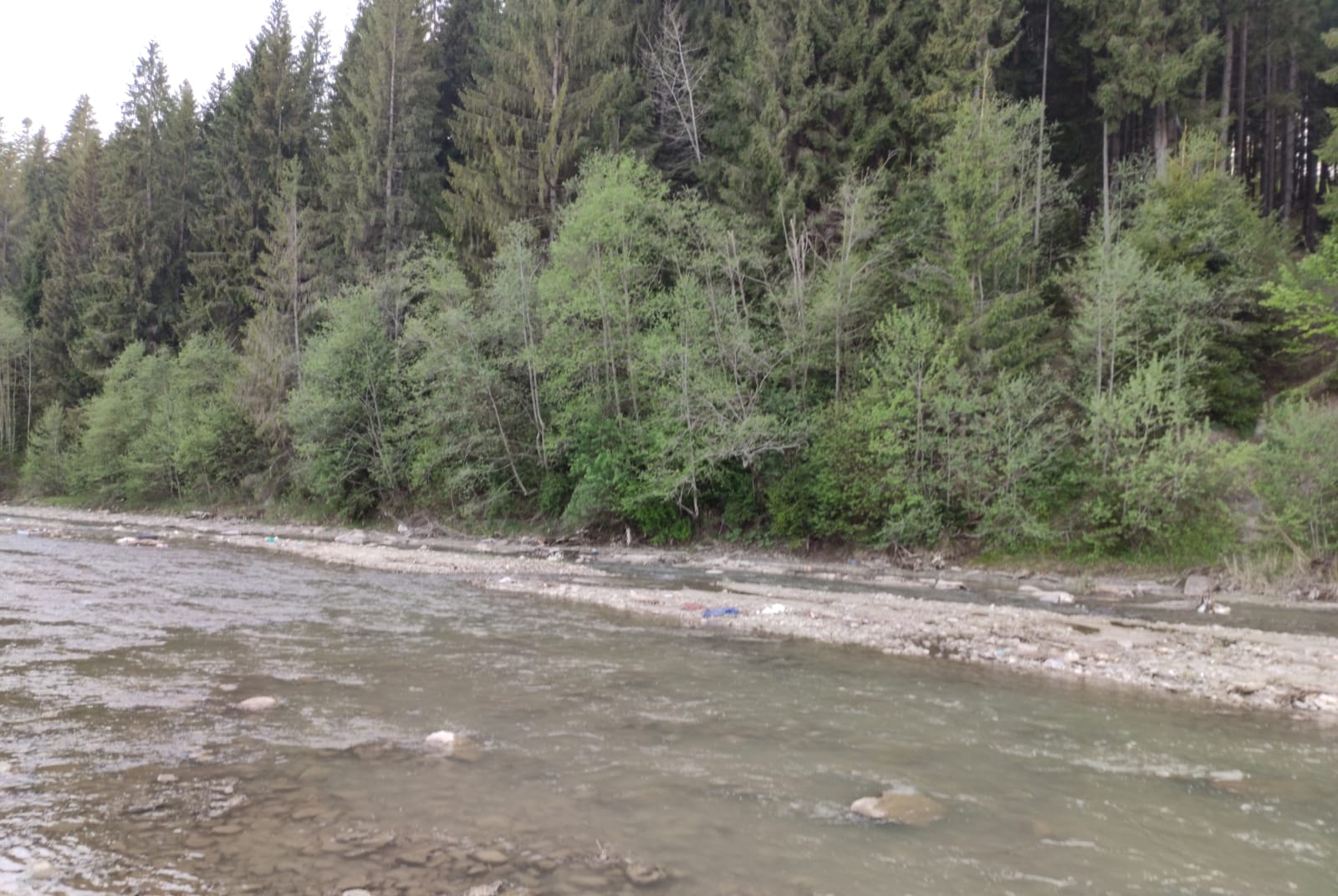
Râul Moldovița curgând prin comuna Vatra Moldoviței
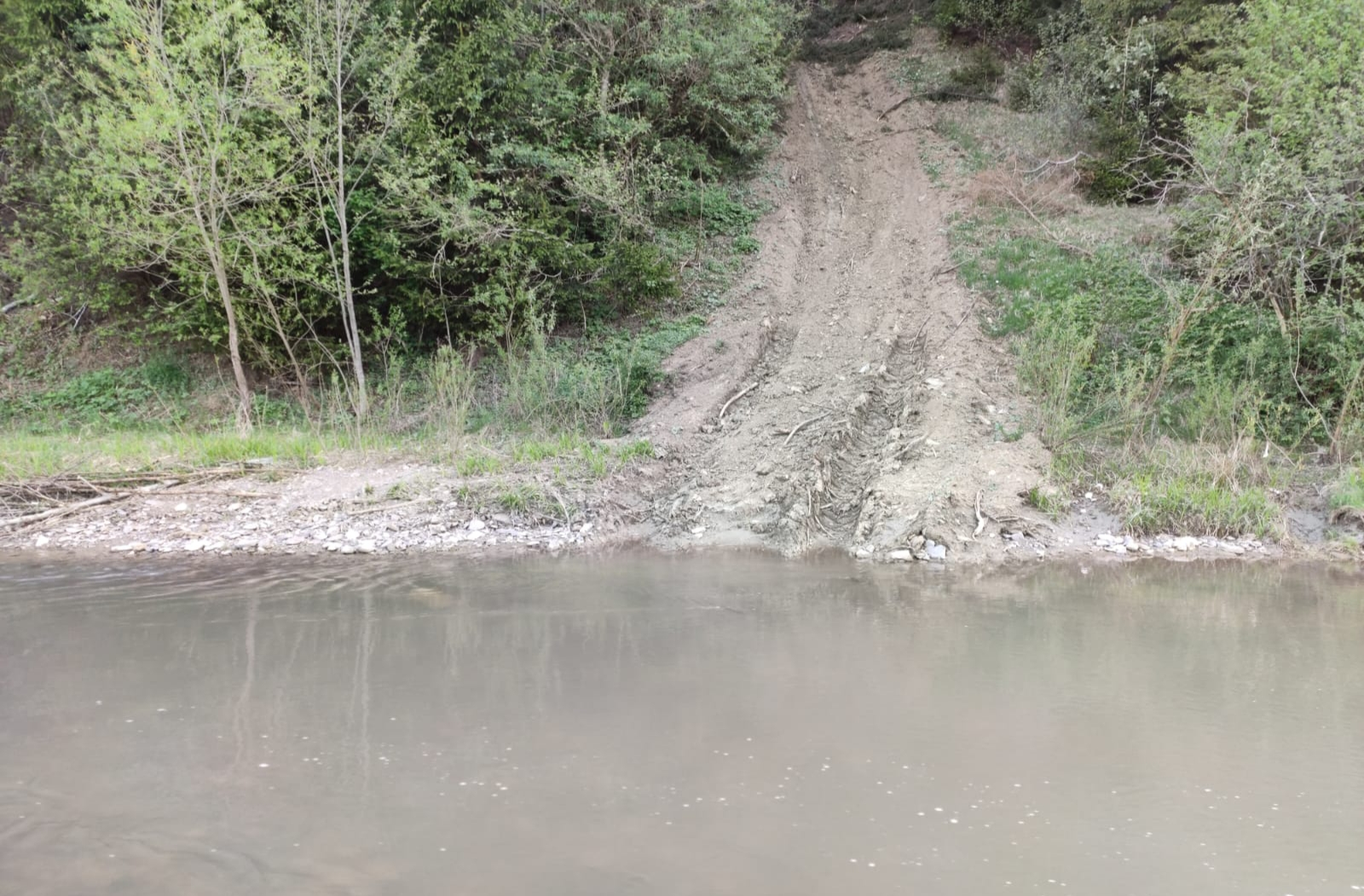
Râul Moldovița curgând prin comuna Vatra Moldoviței

## Hărți
- Harta județului Suceava

## Legături externe
- pl Mołdawica în Dicționarul geografic al Regatului Poloniei și al altor țări slave, volum VI (Malczyce — Netreba) 1885